# Station Poręba
Station Poręba is een spoorwegstation in de Poolse plaats Poręba.